# San Diego Comic-Con
San Diego Comic-Con International, також відомий як Comic-Con — щорічний фестиваль поп-культури, що проходить у місті Сан-Дієго з 1970 року. Фестиваль був заснований Шелом Дорфом і спочатку замислювався як виставка коміксів. Тоді виставку відвідали 300 осіб. Із часом захід розширювався, вбираючи й інші елементи популярної культури, такі як, аніме, манга, література жахів, колекційні карткові ігри, відеоігри, фентезі та науково-фантастичні фільми та літературу. На початку 2000 років фестиваль став своєрідним «золотим стандартом» для подібних заходів у США. 2009 року на фестивалі побувало від 125 до 140 тисяч відвідувачів. У фестивалі бере участь велика кількість відомих акторів, режисерів; демонструються уривки з нових фільмів, комп'ютерних ігор.
«Comic-Con International» — організація, що займається виставкою коміксів, наукової фантастики і фільмів WonderCon і виставкою Alternative Press Expo, на якій демонструються комікси, видані малими видавництвами або самвидавом. Обидві виставки проходять у Сан-Франциско і Бостоні.
З 1974 року Comic-Con International вручає премію Inkpot Award професіоналам в області коміксів, наукової-фантастики, анімації та пов'язаних областей, які беруть участь як гості фестивалю Comic-Con. Там же вручається премія за досягнення в американських коміксах Will Eisner Awards.